# Чон Джихён (борец)
Чон Джихён (кор. 정지현?, 鄭智鉉?; род. 26 марта 1983 года, Соннам, Республика Корея) — южнокорейский борец греко-римского стиля, олимпийский чемпион 2004 года, призёр чемпионатов мира, обладатель Кубка мира, двукратный чемпион Азии.

## Биография
В 2002 году принял участие в Азиатских играх, где остался шестым. В 2003 году был 23-м на чемпионате мира среди юниоров. В 2004 году завоевал второе место на предолимпийском квалификационном турнире, стал чемпионом Азии и получил путёвку на Олимпийские игры в Афинах. 
На Олимпийских играх 2004 года боролся в категории до 60 кг (лёгкий вес). Участники турнира, числом в 20 человек, были разделены на семь групп, в каждой из которых борьба велась по круговой системе. Победители в группах выходили в четвертьфинал, где боролись по системе с выбыванием после поражения. Проигравшие занимали места соответственно полученным в схватках квалификационным и техническим баллам. Молодой корейский борец, неожиданно победил во всех встречах, включая схватки с олимпийским чемпионом Влодзимежем Завадским и двукратным олимпийским чемпионом Арменом Назаряном, и завоевал золотую медаль Олимпиады.
| Круг          | Соперник            | Страна      | Результат | Основание                          | Время схватки |
| ------------- | ------------------- | ----------- | --------- | ---------------------------------- | ------------- |
| 1 (группа А)  | Виталий Рагимов     | Азербайджан | Победа    | 3-0 (3 технич., 3 квалиф. балла)   | 6:05          |
| 2 (группа 2)  | Влодзимеж Завадский | Польша      | Победа    | 10-2 (10 технич., 3 квалиф. балла) | 6:00          |
| Четвертьфинал | Эусебиу Дьякону     | Румыния     | Победа    | 6-0 (6 технич., 3 квалиф. балла)   | 6:00          |
| Полуфинал     | Армен Назарян       | Болгария    | Победа    | 3-1 (3 технич., 3 квалиф. балла)   | 6:00          |
| Финал         | Роберто Монсон      | Куба        | Победа    | 3-0                                | 6:08          |

В 2005 году стал вторым на чемпионате мира среди студентов. В 2006 году стал двукратным чемпионом Азии. В 2007 году завоевал «серебро» мемориала Дейва Шульца и чемпионата Азии и «бронзу» чемпионата мира. В 2008 году был четвёртым на розыгрыше Кубка мира. Олимпийскую путёвку получил завоевав второе место на втором всемирном квалификационном турнире.
На Летних Олимпийских играх 2008 года в Пекине боролся в категории до 60 килограммов (лёгкий вес). В турнире участвовали 20 человек. Турнир проводился по системе с выбыванием после поражения с утешительными схватками. Борцы по жребию делились на две группы, в первой группе было восемь спортсменов, начинавших борьбу с 1/8 финала, во второй группе двенадцать, из которых четверо начинали борьбу с 1/8 финала, а восемь борцов проводили квалификационные встречи за право попасть в 1/8 финала. Те спортсмены, которые не проиграли ни одной схватки, выходили в финал, где разыгрывали первое и второе место. Борцы, которые проиграли финалистам, начинали бороться в утешительном турнире, по результатам которых определялись два бронзовых призёра, по одному в каждой группе. Другими словами, борец, проиграв схватку в любом круге турнира, выбывал не сразу, а ожидал результатов встречи своего победителя в следующем круге. Например, борец проиграл в 1/8, его победитель выходил в четвертьфинал. Если его победитель в четвертьфинале проигрывал, то борец выбывал сразу, а его победитель отправлялся в утешительный турнир. Если же его победитель в четвертьфинале вновь побеждал, то борец встречался в утешительной встрече с проигравшим в четвертьфинале и так далее. Схватка по правилам состояла из трёх периодов по две минуты; победивший в двух периодах выигрывал встречу. Чо Чи Хён в 1/8 финала победил, в четвертьфинале проиграл Нурбахыту Тенизбаеву. Казахский спортсмен в полуфинале проиграл, и Чо Чи Хён соответственно из турнира выбыл, заняв итоговое девятое место.
| Круг       | Соперник           | Страна    | Результат | Основание                   | Время схватки |
| ---------- | ------------------ | --------- | --------- | --------------------------- | ------------- |
| 1/8 финала | Юрий Дубинин       | Беларусь  | Победа    | 3-0, 6-0 (досрочная победа) | 3:17          |
| 1/4 финала | Нурбахыт Тенизбаев | Казахстан | Поражение | 2-1, 2-3, 0-2               | 6:00          |

В 2010 году стал победителем мемориала Дейва Шульца, занял второе место на Азиатских играх и третье на чемпионате мира. В 2011 году стал обладателем Кубка мира, завоевал серебряную медаль на Кубке Президента Казахстана и остался пятым на чемпионате мира. В 2012 году на Кубке мира был вторым, победил на турнире памяти Йона Черни и турнире Trophee Milone.
На Летних Олимпийских играх 2012 года в Лондоне боролся в категории до 60 килограммов (лёгкий вес). В турнире участвовали 20 человек. Регламент турнира и правила остались прежними. Чо Чи Хён практически повторил предыдущий результат, победив в 1/8 финала, проиграв в 1/4 финала и не попав в утешительные схватки, поскольку Хасан Алиев в полуфинале проиграл. Корейский борец занял итоговое 8 место.
| Круг       | Соперник    | Страна      | Результат | Основание | Время схватки |
| ---------- | ----------- | ----------- | --------- | --------- | ------------- |
| 1/8 финала | Хансер Моку | Куба        | Победа    | 6-0, 3-0  | 4:00          |
| 1/4 финала | Гасан Алиев | Азербайджан | Поражение | 0-2, 0-1  | 4:00          |

На 2014 год является тренером в клубе Ким Ин Сопа, трёхкратного чемпиона мира по борьбе.